# Albert Rusnák (football, 1994)
Pour les articles homonymes, voir Albert Rusnák et Rusnák.
Albert Rusnák, né le 7 juillet 1994 à Vyškov en République tchèque, est un footballeur international slovaque jouant au poste de milieu offensif aux Sounders de Seattle en MLS.

## Biographie

### En club
Albert Rusnák commence à jouer au football en Slovaquie avant de rejoindre en 2010 le centre de formation de Manchester City, où il signe pro en 2013.

Début août 2013, il est prêté à l'Oldham Athletic, où il est censé rester jusqu'en janvier 2014. Cependant, après quelques matches, l'entraîneur du club, Lee Johnson, annonce au joueur qu'il jouera en équipe réserve, ce qui déplut fortement au jeune slovaque, et le prêt prit donc prématurément fin en septembre.

En janvier 2014, il est prêté à Birmingham City pour une durée d'un mois. Il fait ses débuts en FA Cup le 25 janvier contre Swansea.

De retour à Manchester City, il ne joue que des matchs avec l'équipe réserve, et est prêté en juillet 2014 au SC Cambuur, qui évolue en Eredivisie (Pays-Bas).
Le 9 août 2014, il joue son premier match aux Pays-Bas contre le FC Twente, et marque même un but.
Après une demi-saison passée au SC Cambuur, le FC Groningue, autre pensionnaire d'Eredivisie, annonce l'achat du slovaque.
Le 3 mai 2015, il marque un doublé en finale de la Coupe des Pays-Bas contre le PEC Zwolle, permettant à son équipe de remporter le trophée.
Convoité par plusieurs clubs européens comme Swansea City ou de Major League Soccer avec les Sounders de Seattle et le Real Salt Lake, il choisit de rejoindre la franchise de l'Utah basé à Salt Lake City le 6 janvier 2017, s'engageant avec le statut de jeune joueur désigné.
Lors de la Major League Soccer 2018, il se met en évidence en inscrivant deux doublés, sur la pelouse du Dynamo de Houston, puis lors de la réception du Galaxy de Los Angeles.
À l'issue de la saison 2021, il arrive en fin de contrat. Le 7 janvier 2022, il annonce sur ses réseaux sociaux qu'il ne reviendra pas au Real Salt Lake. Quelques jours plus tard, le 13 janvier, sa signature aux Sounders de Seattle est officialisée et il obtient de nouveau le statut de joueur désigné.

### En équipe nationale
Avec les espoirs slovaques, il inscrit quatre buts. Il marque trois buts lors des éliminatoires de l'Euro espoirs, contre les Pays-Bas, la Turquie et Chypre, et enfin un dernier but en amical contre l'Écosse. En juin 2017, il participe à la phase finale du championnat d'Europe espoirs organisé en Pologne. Lors de cette compétition, il joue trois matchs. Il se met en évidence en délivrant une passe décisive contre l'Angleterre. Malgré un bilan honorable de deux victoires et une seule défaite, la Slovaquie ne parvient pas à dépasser le premier tour du tournoi.
Le 15 novembre 2016, il reçoit sa première sélection en équipe de Slovaquie, lors d'une rencontre amicale face à l'Autriche (score : 0-0). Le 22 mars 2018, il inscrit son premier but en équipe nationale, à l'occasion d'un match amical face aux Émirats arabes unis (victoire 2-1). Il marque ensuite deux autres buts lors de rencontres amicales, contre le Danemark et la Suède. 
Le 16 novembre 2018, il inscrit son premier but en Ligue des nations, face à l'Ukraine. À noter qu'il délivre également deux passe décisives lors de cette rencontre, avec à la clé une large victoire 4-1. Par la suite, le 21 mars 2019, il marque son premier but en éliminatoires de l'Euro, contre la Hongrie (victoire 2-0).

## Palmarès
- Vainqueur de la Coupe des Pays-Bas en 2015 avec le FC Groningue